# Hechtgraben (Wetter)
Der Hechtgraben ist ein gut anderthalb Kilometer langer, träge und begradigt dahin fließender linker und nordöstlicher Zufluss der Wetter im hessischen Wetteraukreis in einem schlammigen Bett am steilen Rand einer 20–30 Meter hohen Höhenstufe in einer dort flachen Niederung.

## Geographie

### Verlauf
Der Hechtgraben beginnt auf einer Höhe von etwa 130 m ü. NHN östlich vom Friedberger Stadtteil Dorheim durch den Zusammenfluss von drei Gräben im LSG Auenverbund Wetterau. Der westliche, etwa 300 m lange Graben beginnt an einem unbefestigten Feldweg ⊙ in Grünland, auf dem immer wieder der mobile Stall freilaufender Legehennen (samt Hahn) steht. Bis zur Vereinigung mit den anderen Quellgräben ist er einseitig am linken Ufer baumbewachsen. Der östliche, etwa 150 m lange baumbestandene Graben beginnt gleichfalls an einem unbefestigten Feldweg ⊙, in einer Fläche mit Buschwerk, die zusätzlich über einen etwa 160 m langen Zufluss von außerhalb des LSG verfügt, der in einer Kräuterflur auf der Südseite des asphaltierten Wegs vom Naturland-Hof in der Gemarkung „Dorheimer Bergwerk“ (früher Braunkohlebergbau) liegt, der Alten Bergwerkstraße. Der mittlere Graben ist wieder baumbestanden. Er beginnt an der Alten Bergwerkstraße an den Auslässen von Dränageleitungen ⊙ aus den umgebenden Ackerflächen nahe dem Friedberger SoLaWi-Gemüsefeld. Etwa 50 m südlich, unter Hochspannungsleitungen, vereinigen sich im Grünland alle drei Gräben zum Hechtgraben ⊙. Alle drei Gräben führen nur zeitweilig Wasser.
Nach etwa 100 m Lauf, in denen das Bachbett Sickerquellen aufweist, mündet von rechts ein ebenfalls von Bäumen gesäumter und Hochspannungsleitungen überspannter 400 m langer Graben von außerhalb des LSG, beginnend an dem in Nord-Süd-Richtung verlaufenden asphaltierten Rad- und Feldweg am östlichen Ortsrand ⊙. Ab dessen Mündung ist der Hechtgraben ganzjährig Wasser führend ⊙. Nach 200 Metern mündet von links ein fast 200 m langer und sehr dicht mit Büschen und Bäumen bewachsener Graben, der an einem Feldweg am östlichen Rand des LSG beginnt. (Es ist der oberirdische Rest eines Abflussgrabens vom ehemaligen Braunkohlebergwerk und heißt „Stollengraben“. Unter einem Acker liegt ein gemauerter Kanal, der Oberflächen- und Dränageabflüsse vom Naturland-Hof dem Zufluss zuführt.) Der Graben, und der Feldweg, bilden zugleich Grenzen des FFH-Gebiets Nr. 5619-306 „Grünlandgebiete der Wetterau.“ Diesem Graben folgt nach 20 Metern ein etwa 230 m langer weiterer Graben von rechts, baumbestanden und ebenfalls Grenze des FFH-Gebiets. Er entspringt an einem unbefestigten Feldweg, auch Grenze des FFH-Gebiets, unter einer Hochspannungsleitung  ⊙. Zwischen diesem rechten Zufluss und dem längeren und höher gelegenen rechten Graben zuvor wird eine Grünlandfläche mit mehreren Hochspannungsmasten abgegrenzt, auf der ein über zehn Meter hoher einzelner Mast mit einem Storchennest steht, das seit den 2000er-Jahren regelmäßig von Störchen besetzt wird ⊙. Unterhalb seiner Mündung in den Hechtgraben ist ein bis zu 100 m² großer veralgter Tümpel angelegt worden.
Bei Fluss-km 1,15 trifft der Hechtgraben auf den teilweise befestigten Kuhweidweg aus Dorheim, eine halbseitige Allee. Auf dessen baumbestandener Nordseite verläuft ein vierter rechter Graben, der an dem asphaltierten Rad- und Feldweg an der Ostgrenze der Bebauung beginnt ⊙. Er mündet nach fast ½ km. An seiner Mündung existieren noch bogenartige Bauteile aus rotem Sandstein, mit denen der Graben nahe der Mündung in den Hechtgraben überbrückt wurde. Auf der Südseite des Kuhweidwegs beginnt das fast zwölf Hektar große NSG „Am Hechtgraben bei Dorheim.“ Der Hechtgraben hält sich auf einer Strecke von etwa 750 m darin auf (im Flora-Fauna-Habitat sind es etwa 500 m mehr, davon 100 m oberhalb und entsprechend 400 m unterhalb des NSG), wobei er entweder dessen westliche oder dessen östliche Grenze bildet und, da stets von Bäumen, Büschen und Kräutern gesäumt, deutlich markiert. Am Rand des NSG sind am Hechtgraben mehrere Grabentaschen zur Bereicherung der zuvor landwirtschaftlich genutzten Strukturen angelegt worden. Ergänzend wurde an seinem Unterlauf, etwa bei km 0,75, am linken Ufer ein über 1000 m² großer Tümpel mit Insel ausgebaggert. Der darunter liegende etwa dreieckige Angelteich, fast 1000 m² groß, wurde ins NSG aufgenommen und der menschlichen Nutzung entzogen. Am südöstlichen Rand des NSG befand sich eine alte Stauvorrichtung, um das umliegende Grünland als Wässerwiesen bewirtschaften zu können. Deren Funktion wurde bei km 0,45 mit modernen Materialien wiederhergestellt.
An einem querenden Feldweg bei km 0,7, auf dem das NSG betreten werden darf, wird die Laufrichtung des Hechtgrabens von Süd nach Südwest abgelenkt, am Angelteich nochmals nach West-Südwest, bedingt jeweils durch einen Sporn des östlich angrenzenden Höhenzugs (der etwa 160 m hohen Platte oder des Roten Bergs beim Friedberger Stadtteil Bauernheim). So verlässt er begradigt das NSG, am linken Ufer von einem befestigten Feldweg begleitet, der zugleich die Gemarkungsgrenze zu Bauernheim ist. Bei km 0,25, wo sich der Feldweg vom Hechtgraben entfernt, zeigen sich Spuren von Bibern, die in der nahen Wetter leben. Der Baumbestand verschwindet fast vollständig, das Gewässer zeigt sich als eines mit einem etwa dreieckigen Querschnitt. Nach einer letzten Linkskurve mündet er auf einer Höhe von 126 m ü. NHN westlich des Friedberger Stadtteils Bauernheim von links und Norden in die Wetter.

### Flusssystem
- Liste der Fließgewässer im Flusssystem Wetter

## Geschichtliches
Karten aus dem 19. Jahrhundert zeigen den Hechtgraben als System sich schlängelnder Bäche, in das ein Abflussgraben (heute noch teilweise erhalten) mit den Abwässern vom Braunkohlebergwerk am östlichen Rand der Höhenstufe mündete. Die bergmännisch abgebaute Braunkohle diente dazu, im damaligen Nauheim Salz aus der Sole der niedergebrachten Bohrungen zu sieden. Anlässlich einer lange anhaltenden Überschwemmung der Wiesen zu Beginn des 20. Jahrhunderts wurden die Bäche im Zuge einer Flurbereinigung begradigt und der Hechtgraben teilweise an die Grenze zu Bauernheim verlegt. In den 1930er-Jahren wurde die früher mäandrierende Wetter unterhalb von Dorheim begradigt. Die dadurch herbei geführte Austrocknung der Wiesen ermöglichte intensive Viehhaltung auf ihnen, insbesondere mit Pferden. Beides bewirkte einen Rückgang der charakteristischen Pfeifengraswiesen, weswegen Anfang der 1980er Jahre Flächen aus der Nutzung genommen und später ein Teil der Wiesen unter Schutz gestellt wurden. In den 2000er-Jahren erfolgte die Unterschutzstellung als FFH-Gebiet und als EU-Vogelschutzgebiet.